# Chiesa dei Santi Siro e Lucia
La chiesa dei santi Siro e Lucia  sorge a Castel Mella, in provincia di Brescia, nell'hinterland meridionale della città. Si trova in piazza San Siro ed è il centro religioso della parrocchia di San Siro.

## Storia

### La cappella longobarda
A Castel Mella (Castèl Mèlä, nella parlata locale), nel VI secolo, si insediò una comunità longobarda che innalzò una “cappella”,  intitolandola a san Siro, primo vescovo e patrono di Pavia, capitale del loro regno. La “cappella” longobarda sorgeva all'interno del  “castello civico”, che nel secolo X, sarà munito di fortificazioni per difendersi dalle feroci scorrerie degli Ungari. Dopo l'anno Mille, una ventata di rinnovamento investì il borgo e la popolazione uscì dalla cinta murata per colonizzare il territorio circostante, bonificando terreni incolti, costruendo cascinali, aprendo botteghe artigianali e innalzando una nuova “cappella”, per contenere l'accresciuta popolazione.

### La nascita della parrocchia di san Siro
Nel 1353, per decreto del vescovo di Brescia Bernardo Tricarco, nacque la parrocchia di san Siro, che accorpò i benefici della “cappella” di san Siro “de Castronovo ultra Mellam”, della “cappella” dei santi Pietro e Paolo “de Onsado ultra Mellam” e della “cappella” di santa Maria “de Onsado ultra Mellam”. Così da costituire una prebenda sufficiente per mantenere “in loco” un prete stabile.

### La visita apostolica di san Carlo
La visita apostolica del 4 agosto 1580 documenta che la chiesa parrocchiale era costruita con strati alterni di mattoni e ciottoli, era abbastanza capiente ma piuttosto brutta e indecorosa. Aveva tre altari e un campanile con due campane. Davanti alla chiesa, c'era il camposanto, circondato da un muretto. Le anime della parrocchia erano 500. Tra gli ordini impartiti per rendere la chiesa più decorosa, ce n'è uno che rivela l'origine della grande pala cinquecentesca dell'abside.

### Il Monte di Pietà
La visita pastorale del 15 febbraio 1657 attesta che nella parrocchia c'era un Monte di Pietà che amministrava venti salme di miglio, date a prestito ai contadini poveri, con l'obbligo di restituirle nella medesima quantità al tempo della mietitura.  La visita pastorale del 20 settembre 1694 registra che i tre altari della chiesa erano dedicati a san Siro, al Corpus Domini e alla Madonna. E che le 704 anime della comunità erano assistite da cinque preti e cinque ostetriche.

### La costruzione della nuova chiesa
Nell'anno 1708, il parroco Marc'Antonio Bedussi, nativo di Castelnuovo,  diede inizio alla costruzione della nuova chiesa, rimaneggiando e ampliando la vecchia, di fondazione longobarda. Ne affidò l'incarico all'architetto bergamasco Bernardo Fedrighini, da Predore . I lavori proseguirono per un quarantennio. La nuova chiesa, di stile barocchetto lombardo, fu inaugurata nell'anno 1747, come recita l'iscrizione sul portale d'ingresso.

### Le Confraternite
Il 24 maggio 1713, la visita pastorale registra che la chiesa parrocchiale aveva quattro altari, dedicati a san Siro, alla Vergine Maria, a san Carlo, a san Marco; e vi erano operanti le Confraternite del SS. mo Sacramento e del SS. mo Rosario. Quindi segnala un fatto degno di nota in un'epoca di dilagante analfabetismo tra il popolo: il sacerdote Pietro Rambella insegnava ai fanciulli a leggere e a scrivere.

### La cassetta de' poveri schiavi
La visita pastorale del 15 marzo 1792 documenta che nella chiesa dei santi Siro e Lucia gli altari erano cinque (ai precedenti, s'era aggiunto l'altare dei Santi o delle Reliquie) e che c'erano cinque cassette per le elemosine, tra cui “la cassetta de' poveri schiavi”. Dove i fedeli deponevano l'obolo destinato ai Mercedari, un antico ordine monastico fondato nel 1218, con lo scopo di riscattare gli schiavi cristiani, catturati dai pirati saraceni nelle loro razzie sulle coste italiane, francesi, spagnole e portoghesi.

### Un unico Comune con un'unica Parrocchia
Sotto la dominazione austriaca (1815-1859), un documento dell'Imperial Regia Delegazione Provinciale dichiara che “il Comune di Castelnuovo Mella è composto da una sola Parrocchia” e ne descrive dettagliatamente le Contrade.

### Trecentesimo compleanno
Nell'anno 2008, la chiesa settecentesca dei santi Siro e Lucia ha festeggiato il suo trecentesimo compleanno (1708-2008). Oggi, si presenta in ottima forma, grazie alla campagna decennale di restauro, promossa dal parroco Giuseppe Baronio.

## Opere d'arte
La chiesa è stata costruita negli anni 1708-1747 dall'architetto comasco Antonio Corbellini da Pellio Superiore, Valle d'Intelvi (morto nel 1747, anno dell'inaugurazione). Lo stile presenta i tratti caratteristici del barocchetto lombardo.

### La facciata
L'elegante facciata è ritmata da coppie di lesene tuscaniche e ioniche che, poggiando su un solido basamento,  sostengono dei cornicioni aggettanti che la ripartiscono in due ordini. Conclude la facciata un frontone ondulato, sormontato da pinnacoli in pietra di Botticino. Nell'ordine inferiore s'apre la porta principale, incorniciata da un portale in pietra di Botticino, dagli stipiti ornati con festoni di frutti e foglie, e sormontati dall'architrave con inciso l'anno di inaugurazione, 1747. Il portale è coronato dalla cimasa che racchiude un'edicola dove campeggia la Colomba, simbolo dello Spirito Santo. Gli scomparti dell'ordine superiore sono movimentati dalle nicchie laterali con le statue dei patroni Siro e Lucia e dal finestrone centrale, tutt'e tre ornati di cornici e cimase. 

### La porta del terzo millennio cristiano
La porta principale è opera dello scultore Maffeo Ferrari da Brescia. È stata inaugurata in occasione dell'"Anno Santo" del 2000. Per questo, è stata chiamata "la porta del terzo millennio cristiano". È un'opera in bronzo, con bassorilievi suddivisi in scomparti: quello superiore è ispirato alla “Gerusalemme Celeste” (Apocalisse, XXI, 10-23); quello inferiore è ripartito in quattro ante: coi patroni Siro e Lucia (le due interne), e i papi Paolo VI e Giovanni Paolo II (le due esterne).

### Il sagrato
Davanti alla chiesa c'è il sagrato, rimpicciolito rispetto all'originale, recintato da cippi di pietra collegati da catene di ferro, per creare una zona di rispetto tra il luogo sacro e la pubblica strada. Qui, per secoli, è stata sepolta la gente comune mentre i maggiorenti e i parroci venivano tumulati sotto il pavimento della chiesa, in tombe terragne, i cui epitaffi sono ancora leggibili. Fino all'anno 1813, quando, in seguito all'obbligo napoleonico di spostare i cimiteri fuori dai centri abitati, venne inaugurato il nuovo camposanto nella campagna di Onzato.

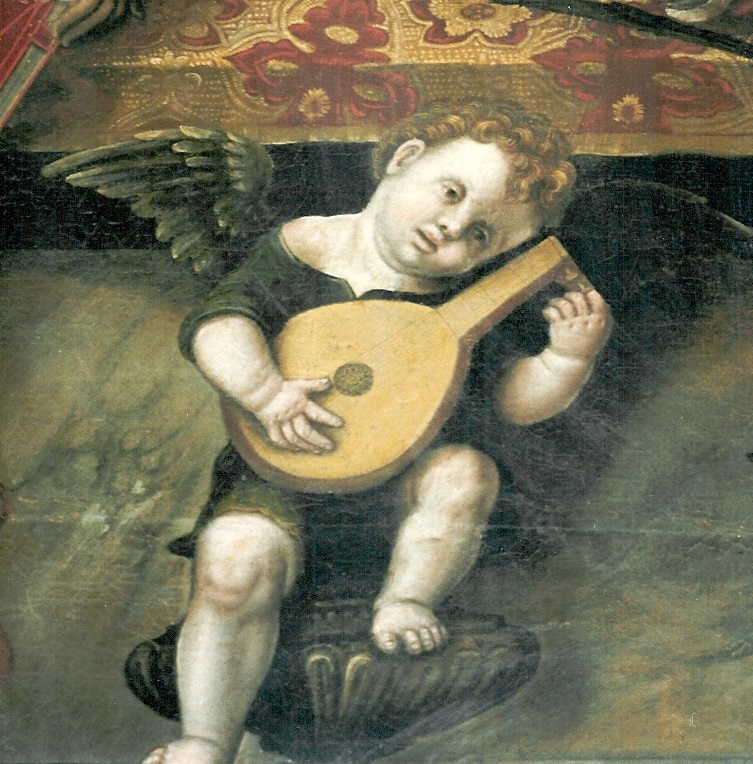
Pala di Paolo da Caylina il Giovane, angioletto che suona il liuto (particolare)

### L'abside
Appena entrati in chiesa, un cartiglio inciso sulla bussola avverte di tenere un comportamento reverente. La navata, sulla quale si aprono quattro cappelle laterali, converge verso l'abside, dove campeggia la grande pala di Paolo da Caylina il Giovane: una sacra conversazione tra i santi Siro Vescovo e Lucia Martire con sant'Anna, la Madonna e il Bambino. La pala è racchiusa in una ricca soasa di Francesco Pialorsi, della nota famiglia di intagliatori della Val Sabbia, detti “I Boscaì”. Ai lati, due nicchie ospitano le statue, in legno dipinto, dei santi Siro e Lucia,  opera dello scultore bresciano Beniamino Simoni.

### La cupola del presbiterio
L'intero ciclo degli affreschi che decorano la chiesa è opera del pittore bresciano Giovanni Antonio Cappello (1669-1741), che ha lasciato traccia dell'anno di esecuzione, 1717.  Nella cupola del presbiterio è affrescata la moltiplicazione dei pani e dei pesci, narrata dall'Evangelista Giovanni (cap. VI). L'episodio allude a un'antica leggenda popolare, secondo la quale Siro sarebbe stato il ragazzo che portò la cesta dei cinque pani d'orzo e due pesci a Gesù, perché li moltiplicasse, tanto da sfamare una folla di cinquemila uomini, accorsi per ascoltarlo. L'affresco è affiancato da quattro pennacchi, coi profeti maggiori dell'Antico Testamento: Isaia, Geremia, Ezechiele e Daniele.

### La prima cupola della navata
Nella prima cupola della navata è dipinto un fatto miracoloso, avvenuto nell'anno 805, a Pavia, durante la traslazione del corpo di san Siro dalla basilica paleocristiana dei santi Gervasio e Protasio, dov'era stato sepolto dopo la morte, alla cattedrale urbana di santo Stefano. L'affresco è affiancato da quattro pennacchi con gli evangelisti del Nuovo Testamento: Matteo, Marco, Luca e Giovanni.

### La seconda cupola della navata
Nella seconda cupola della navata è dipinto il martirio di santa Lucia di Siracusa. Il pittore l'ha raffigurata sopra una catasta di legna accesa e con un pugnale conficcato in gola. L'affresco è affiancato da quattro pennacchi, coi grandi dottori della Chiesa latina: Ambrogio, Agostino, Gregorio Magno e Girolamo.

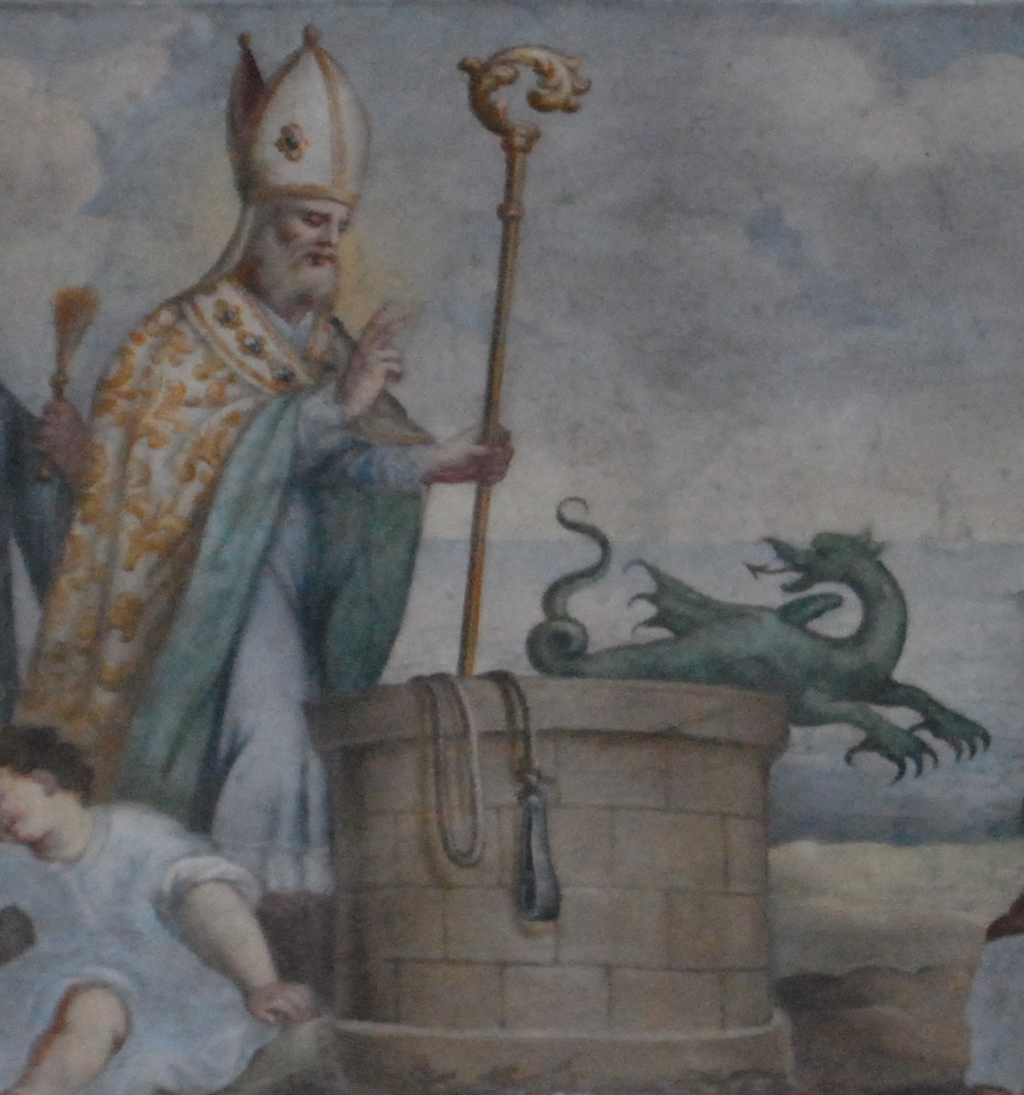
Affresco di Giovanni Antonio Cappello, controfacciata, san Siro e il basilisco (particolare)

### La controfacciata
Sulla controfacciata, c'è un affresco che narra la leggenda di “San Siro e il basilisco”. Raffigura il santo vescovo che caccia dal pozzo un piccolo drago che ne infettava le acque. Nell'immaginario medievale, il basilisco personificava il diavolo. E la sua cacciata simboleggia la sconfitta dell'eresia ariana, condannata dal Concilio di Nicea (325 d. C.). Nel vano dell'arcata, c'è una vetrata istoriata policroma, col santo vescovo in abiti pontificali. 

### La decorazione tra i medaglioni delle cupole
Nel 1906, il pittore bresciano Giuseppe Trainini (1872-1940) eseguì la decorazione – in monocromo - dell'interno della chiesa, intorno ai medaglioni settecenteschi, popolandola di putti svolazzanti tra cartigli, allegorie di Cristo (agnello e pellicano), insegne ecclesiastiche (mitra e triregno), simboli del martirio cristiano (palma e corona).

### La pareti laterali
Le pareti laterali della chiesa sono decorate dai sei grandi affreschi sulla vita di Gesù e della Chiesa primitiva (l'Ultima Cena, Gesù fra i dottori del Tempio, il Battesimo di Gesù, l'Assunzione di Maria in Cielo, la Pentecoste, i Fariseo e la Peccatrice) sempre del pittore Giovanni Antonio Cappello (1669-1741); dalle dodici formelle in bronzo dorato dei Dodici Apostoli, dello scultore Maffeo Ferrari da Brescia, in ricordo della consacrazione della chiesa, avvenuta nell'anno 2008, in occasione del terzo centenario di fondazione (1708-2008); e dalle quattordici tele della Via Crucis, d'inizio Novecento, dipinte dal pittore Francesco Sottini (1861-1930) e incorniciate dal restauratore Andrea Poisa (1867-1950).

### Gli altari
Oltre all'altare maggiore dedicato ai santi Siro e Lucia, nella chiesa ci sono quattro altari. Il primo, da sinistra, è l'altare settecentesco del SS.mo Sacramento, intarsiato di marmi policromi. Ospita una pala, incorniciata da una sontuosa soasa, rappresentante la Fede, la Speranza e la Carità, con san Pasquale Baylòn in adorazione dell'Ostia. È opera del pittore bresciano Angelo Paglia (1681-1763), datata 1728. Il secondo, da sinistra, è l'altare dei Santi o delle Reliquie. Ospita un prezioso reliquiario settecentesco d'argento, incorniciato da marmi policromi. Il donatore era sepolto davanti all'altare in una tomba terragna, di cui è ancora leggibile l'epitaffio

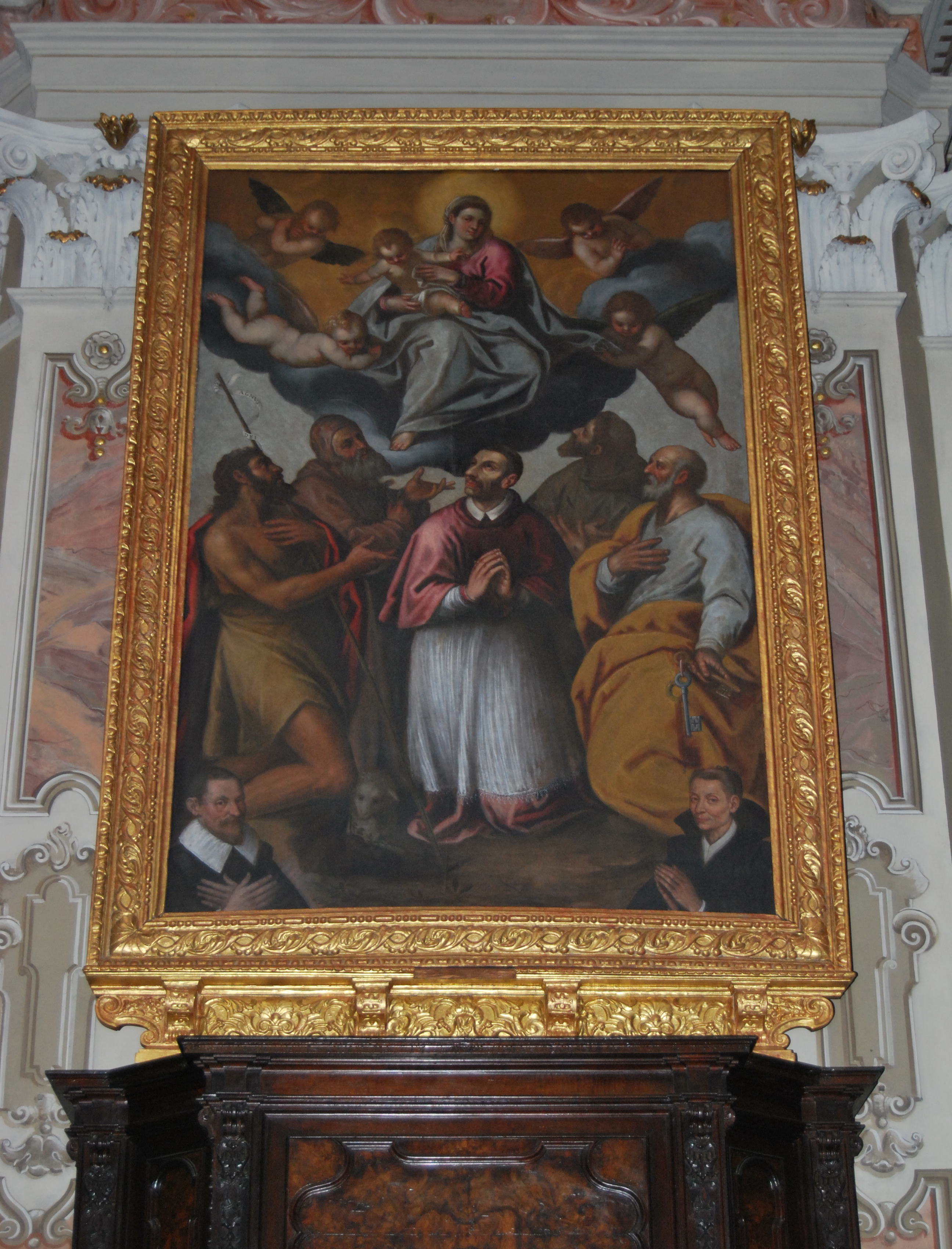
Pala di Camillo Rama, sopra il pulpito, proveniente dall'oratorio di Colorne

Il primo, da destra, è l'altare della Madonna del Rosario, ora privo della mensa e della predella. Conserva una pala settecentesca, di autore ignoto, con la Vergine e il Bambino, con la corona del Rosario in mano, attorniati dai santi Carlo Borromeo, Veronica Giuliani, Domenico Guzmàn e Pietro Apostolo. La pala, incorniciata da una splendida soasa, è completata da una predella con dipinti i quindici misteri del Rosario. Il secondo, da destra, è un altare che nel corso del tempo ha cambiato più volte la dedicazione. Attualmente ospita la Madonna col Bambino, una statua lignea policroma di Andrea Comploj, scultore di Ortisei in Val Gardena, che è l'esatta copia della “Madonna dei Chierici”, della cattedrale di Volterra, opera dello scultore Francesco di Valdambrino (1363-1435). 

### Due quadri pregevoli
Nella chiesa sono ospitati altri due quadri pregevoli. La pala novecentesca della Natività di Gesù, del pittore Giacomo Bergomi (1923-2003), che viene esposta in occasione delle feste natalizie. E la pala seicentesca di Camillo Rama (1586-1627), proveniente dall'oratorio di san Giovanni Battista in Colorne (frazione di Castel Mella), ora chiuso al culto, che è stata temporaneamente collocata sulla balconata del pulpito. Raffigura la Madonna in Gloria col Bambino insieme ai santi Carlo Borromeo, Giovanni Battista, Pietro Apostolo, Gregorio Magno e Rocco. In basso, ai lati, sono effigiati i coniugi Pedoro, committenti del quadro.

## Curiosità

### L’unico parroco nativo di Castel Mella
Nella serie plurisecolare dei parroci che hanno governato la parrocchia di san Siro dal 1363, anno di nascita, ce n’è stato uno solo nativo di Castel Mella: Marc’Antonio Bedussi, parroco per venticinque anni, dal 1707 al 1732. A lui, si deve la costruzione della chiesa parrocchiale dei santi Siro e Lucia e del santuario della Madonnina del boschetto.

### Un parroco per mezzo secolo
Nativo di Brescia, ha governato la parrocchia di san Siro dal 1813 al 1861. Nella cappella dei sacerdoti defunti, al camposanto, è murato l’epitaffio dettato dalla nipote: “A memoria perenne / di don Alessandro Nobile Chinelli / che per 48 anni fu zelantissimo /  parroco di questo paese / e morì il 18 novembre 1861 / d’anni 73”. Ricordo la sua cura nella tenuta dei registri canonici. Lo “Stato d’Anime dell’anno 1814”, da lui compilato, è  un censimento a regola d’arte, che anticipa quelli ufficiali del Regno d’Italia dal 1861 in poi.

### La crema di san Baylòn
Nella parrocchiale, l’altare del SS. mo Sacramento ospita una pala settecentesca, “Le Virtù Teologali con san Pasquale Baylòn in adorazione dell’Ostia” del pittore bresciano Angelo Paglia. Non tutti sanno che al francescano san Baylòn si deve l’invenzione di un dolce tipico italiano, lo zabaione. Che è nato a Torino, dove il santo spagnolo era giunto, dopo la battaglia di san Quintino nel 1559, al seguito di Emanuele Filiberto di Savoia. Lo zabaione  – composto da tuorlo d’uovo, zucchero e vino liquoroso (di norma, marsala) – prese il nome di “crema di san Baylòn”, quindi semplicemente “sanbajòn” (a Torino si chiama ancora così) e infine l'attuale “zabaione”. San Pasquale Baylòn (1681-1763) è il patrono dei cuochi e dei pasticceri.

### Due antiche meridiane
A Castel Mella, rimangono le tracce di due antichi orologi solari. Il primo, col quadrante rivolto verso occidente, si trova tuttora inciso su una lapide infissa nel muro a sera dell’Ufficio Vecchio, edificato nel 1563 come Scuola della Dottrina Cristiana. Il secondo, col quadrante rivolto vero mezzodì, era dipinto sul muro meridionale della parrocchiale, edificata negli anni 1708-1747; nel “Libro del giuspatronato parrocchiale”, è indicato come  “antico horologio con la raggia”; di esso,  rimane soltanto lo gnomone (chiamato anticamente "raggia").